# Fredede bygninger i Ballerup Kommune
Der er ingen fredede bygninger i Ballerup Kommune (ud over kirker).